# Naturschutzgebiet Magerweide Stockmecke

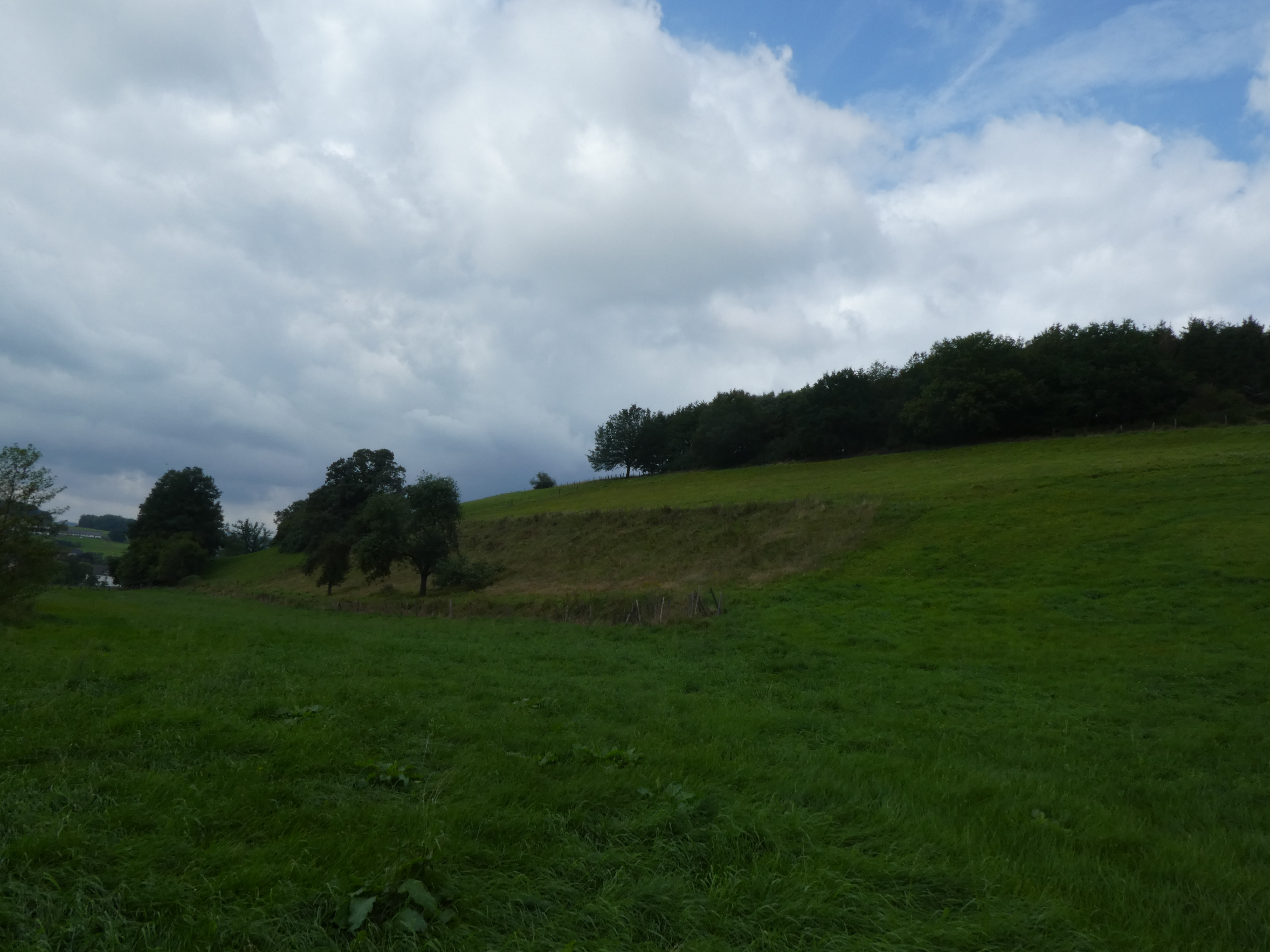
Naturschutzgebiet Magerweide Stockmecke südliche Bereich

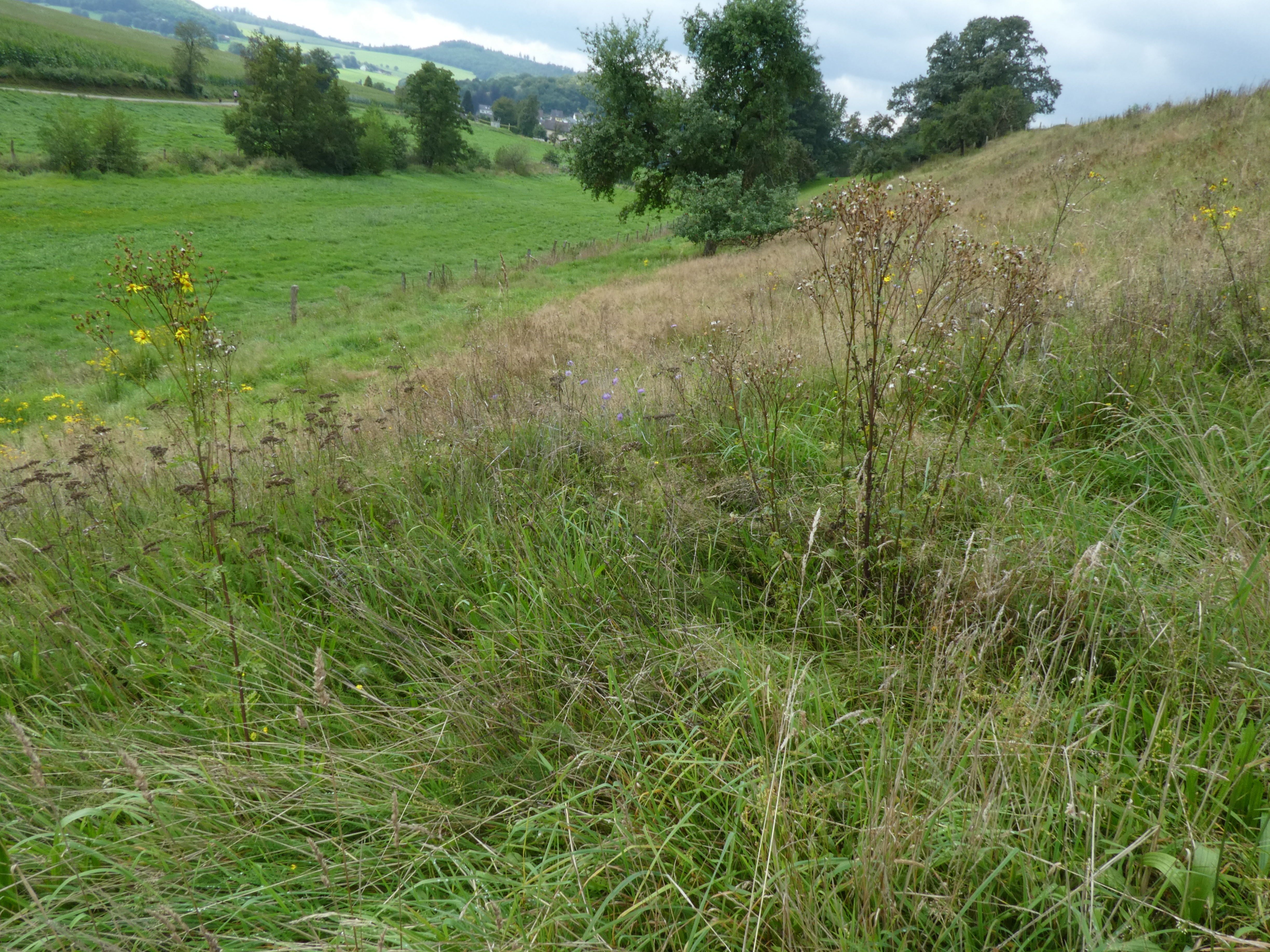
Südwestecke

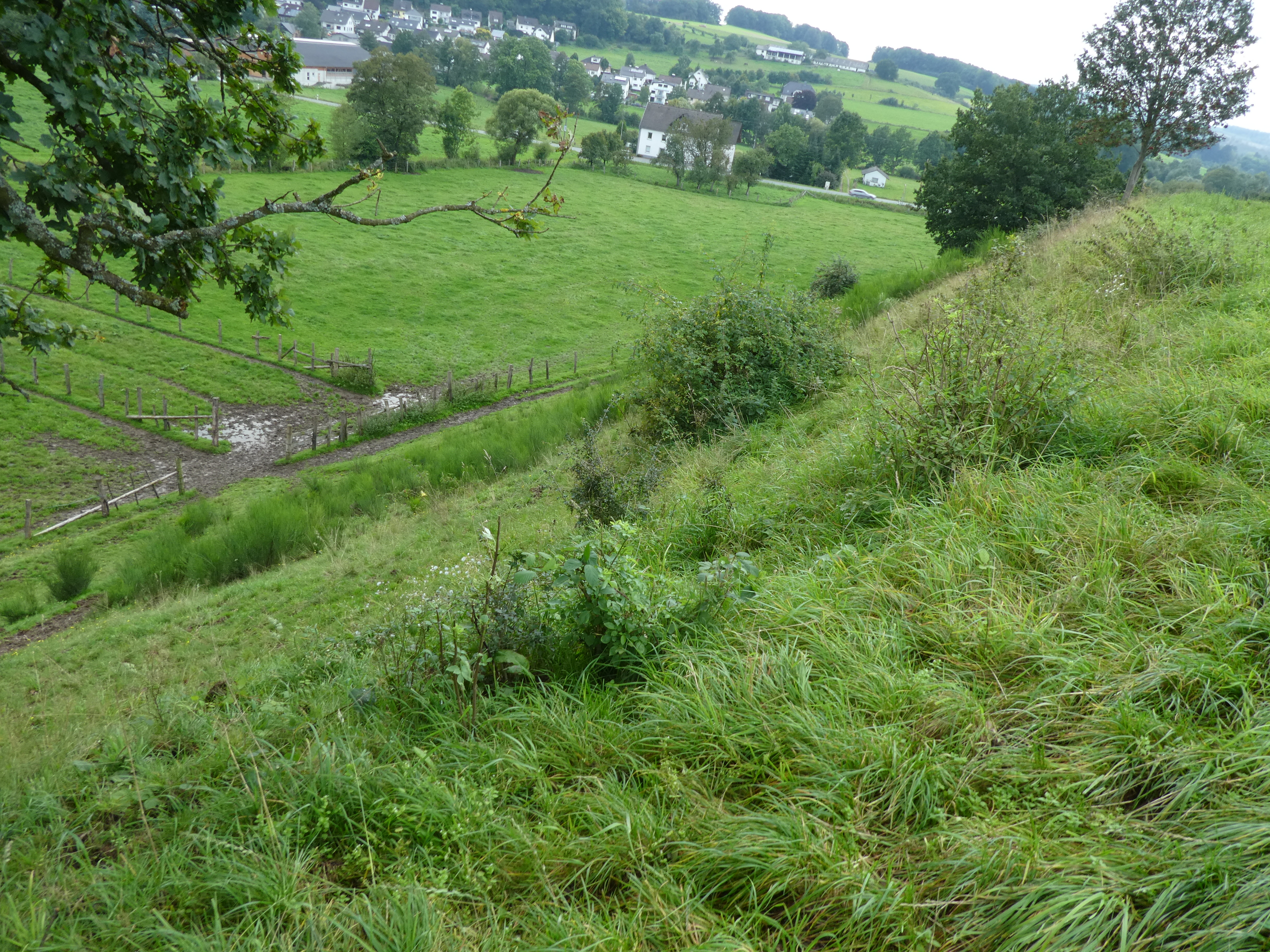
Nordwestecke

Das Naturschutzgebiet Magerweide Stockmecke mit einer Größe von 2,6 ha liegt nordöstlich von Allendorf im Stadtgebiet von Sundern (Sauerland). Das Gebiet wurde 1993 mit dem Landschaftsplan Sundern durch den Kreistag des Hochsauerlandkreises erstmals als Naturschutzgebiet (NSG) mit einer Flächengröße von 3,5 ha ausgewiesen. Bei der Neuaufstellung des Landschaftsplaners Sundern wurde das NSG erneut ausgewiesen und verkleinert. Das NSG grenzt westlich und südlich direkt an das Landschaftsschutzgebiet Sorpe- und Stockmecketal, nördlich und nordöstlich an das Landschaftsschutzgebiet Ortsrandlagen und landwirtschaftliche Vorrangflächen im Landschaftsraum zwischen Amecke, Bruchhausen, Allendorf und Stockum und östlich an das Landschaftsschutzgebiet Sundern. Das NSG liegt nahe der Landesstraße 687 und Allendorf.

## Gebietsbeschreibung
Beim NSG handelt es sich um einen südwestlich exponierten, etwa 400 m langen Steilhang vom Grünerberg. Artenreichen Rotschwingel-Straußgrasweiden beschränken sich im NSG überwiegend auf die steilsten, nicht befahrbaren Mittel- und Unterhangbereiche. In den flacheren Hangabschnitten sowie am Oberhang sind Weidelgras-Weißkleeweiden ausgeprägt. Auch die zahlreichen Gehölze, darunter eine als Naturdenkmal geschützte Solitär-Eiche, einige Obstbäume sowie Hecken, stehen meist in den steilsten Hangbereichen. Das gesamte NSG wird extensiv beweidet, in befahrbaren Teilbereichen auch zusätzlich gemäht.

## Pflanzenarten im NSG
Es wurden Pflanzenarten wie Acker-Witwenblume, Europäische Stechpalme, Geflecktes Johanniskraut, Gewöhnlicher Löwenzahn, Gewöhnliches Ferkelkraut, Gänseblümchen, Herbst-Löwenzahn, Hopfen, Kleine Bibernelle, Kleines Habichtskraut, Magerwiesen-Margerite, Moschus-Malve, Raukenblättriges Greiskraut, Salbei-Gamander, Spitzwegerich, Wiesen-Schafgarbe, Wiesen-Goldhafer und Wolliges Honiggras im NSG nachgewiesen.

## Schutzzweck
Das NSG soll das Gebiet mit dem dortigen Arten schützen. Wie bei allen Naturschutzgebieten in Deutschland wurde in der Schutzausweisung darauf hingewiesen, dass das Gebiet „wegen der Seltenheit, besonderen Eigenart und Schönheit des Gebietes“ zum Naturschutzgebiet wurde.